# Przylądek Weissa
Przylądek Weissa (ang. Weiss Point) - przylądek na Wyspie Króla Jerzego, na zachodnim wybrzeżu Półwyspu Kellera, nad Zatoką Mackellara, poniżej Grani Tyrrella.